# Sofia Madalena de Brandemburgo-Kulmbach
Sofia Madalena (alemão: Sophie Magdalene von Brandenburg-Kulmbach; dinamarquês: Sophie Magdalene af Brandenburg-Kulmbach; Lauf an der Pegnitz, 28 de novembro de 1700 – Copenhague, 27 de maio de 1770) foi a esposa do rei Cristiano VI e rainha consorte do Reino da Dinamarca e Noruega de 1730 até 1746. Era filha de Cristiano Henrique, Marquês de Brandemburgo-Bayreuth-Kulmbach, e sua esposa Sofia Cristiana de Wolfstein.

## Juventude

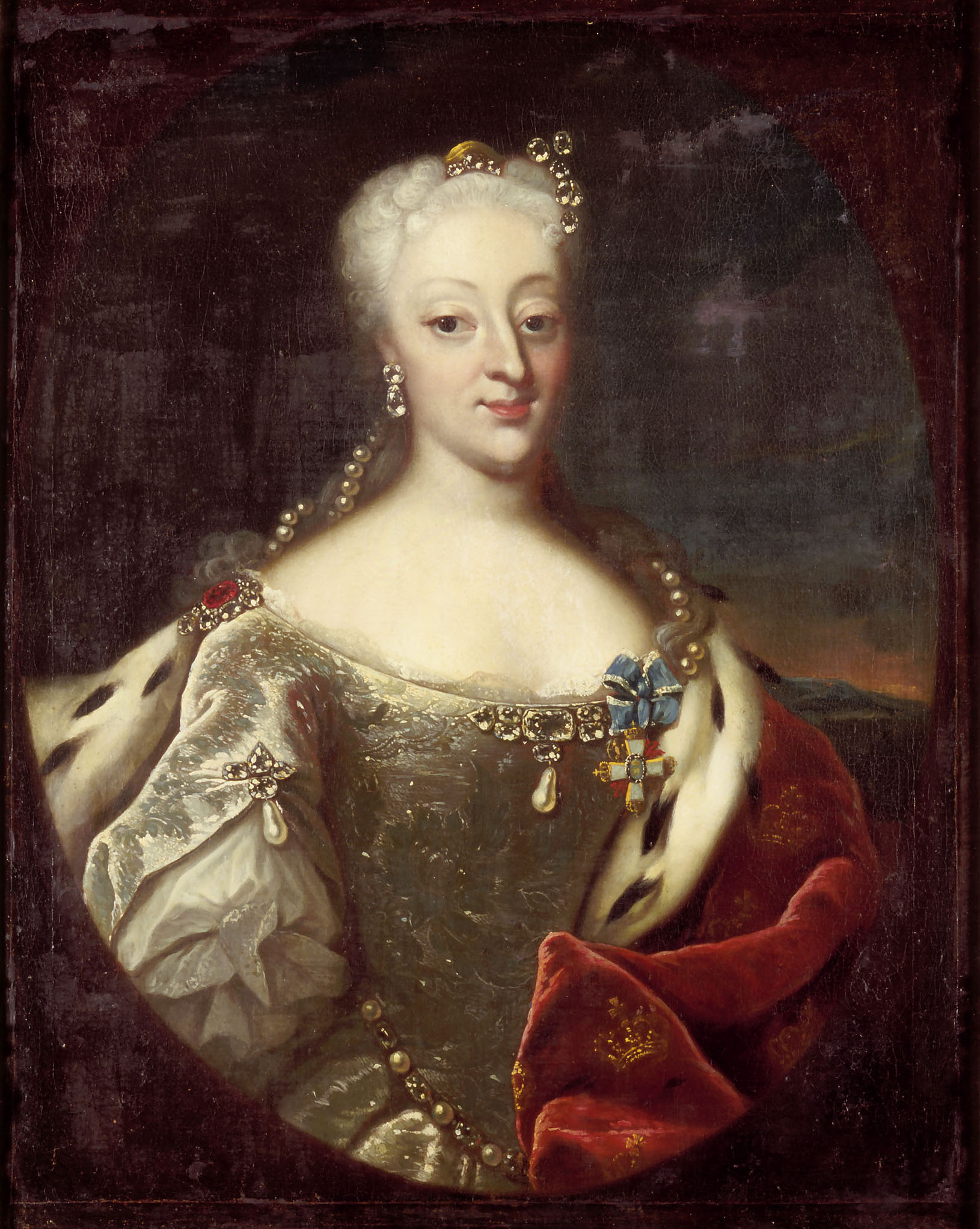
Sofia Madalena

Sofia Madalena era a nona filha do marquês Cristiano Henrique de Brandemburgo-Bayreuth-Kulmbach e da sua esposa, a condessa Sofia Cristiana de Wolfstein. Os seus avós paternos eram Jorge Alberto de Brandemburgo-Bayreuth-Kulmbach e a duquesa Maria Isabel de Schleswig-Holstein-Sondenburg-Glücksburg. Os seus avós maternos eram o conde Alberto Frederico de Wolfsteine a condessa Sofia Luísa de Castell-Remlingen.
Sofia Madalena era uma das damas-de-companhia da marquesa Cristiana Bernardina de Brandemburgo-Bayreuth, rainha da Polónia, posição através da qual viria a conhecer o seu marido. A 7 de Agosto de 1721 casou-se com o príncipe Cristiano. Como princesa-herdeira vivia discretamente com o seu marido e o casal estava contra o segundo casamento do rei. É frequente considerar-se Sofia Madalena como responsável pelo facto de o seu marido ter quebrado a promessa de respeitar e proteger a viúva do seu pai, Ana Sofia Reventlow.

## Rainha

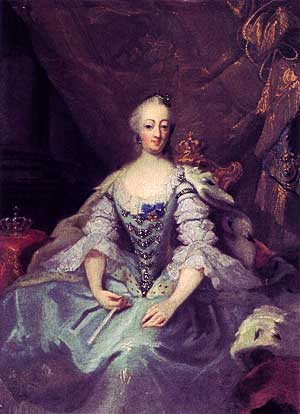
Sofia Madalena como rainha da Dinamarca.

Sofia Madalena tornou-se rainha da Dinamarca em 1730. A vida privada do casal real era harmoniosa e o seu marido respeitava-a e confiava nela, mas Sofia nunca foi amada pela corte, onde a acusavam de criar um ambiente frio tanto no círculo da corte como na família real. Era considerada altiva, arrogante e orgulhosa. A sua educação num ambiente religioso, fortemente marcado pelo pietismo, influenciou fortemente o início de uma vida mais mitigada na corte. Contudo, apesar de a sua corte ser austera, também era muito luxuosa. Sofia gostava de luxo, pompa, moda e jóias e gastava grandes quantidades de dinheiro numa época em que o país atravessava um período de pobreza. Aproveitou ao máximo a sua posição de rainha, principalmente no que dizia respeito a etiqueta e cerimonial.
Mais tarde seria criticada por não ter prescindido das suas características germânicas, apesar de a cultura e a língua alemãs já dominarem a corte muito antes da sua chegada. Nunca aprendeu a falar dinamarquês completamente. A sua comitiva alemã recebia posições importantes na corte e tinha precedência sobre os dinamarqueses. A sua irmã, a marquesa Sofia Carolina de Brandemburgo-Kulmbach passou a viver na corte dinamarquesa em 1740 e havia rumores de que era amante do rei.
Em 1732, Sofia criou a Ordre de l'Union Parfaite, uma ordem honorária que premiava mulheres que tinham casamentos felizes. Em 1737 abriu a Abadia de Vallö, um convento protestante para nobres solteiras.

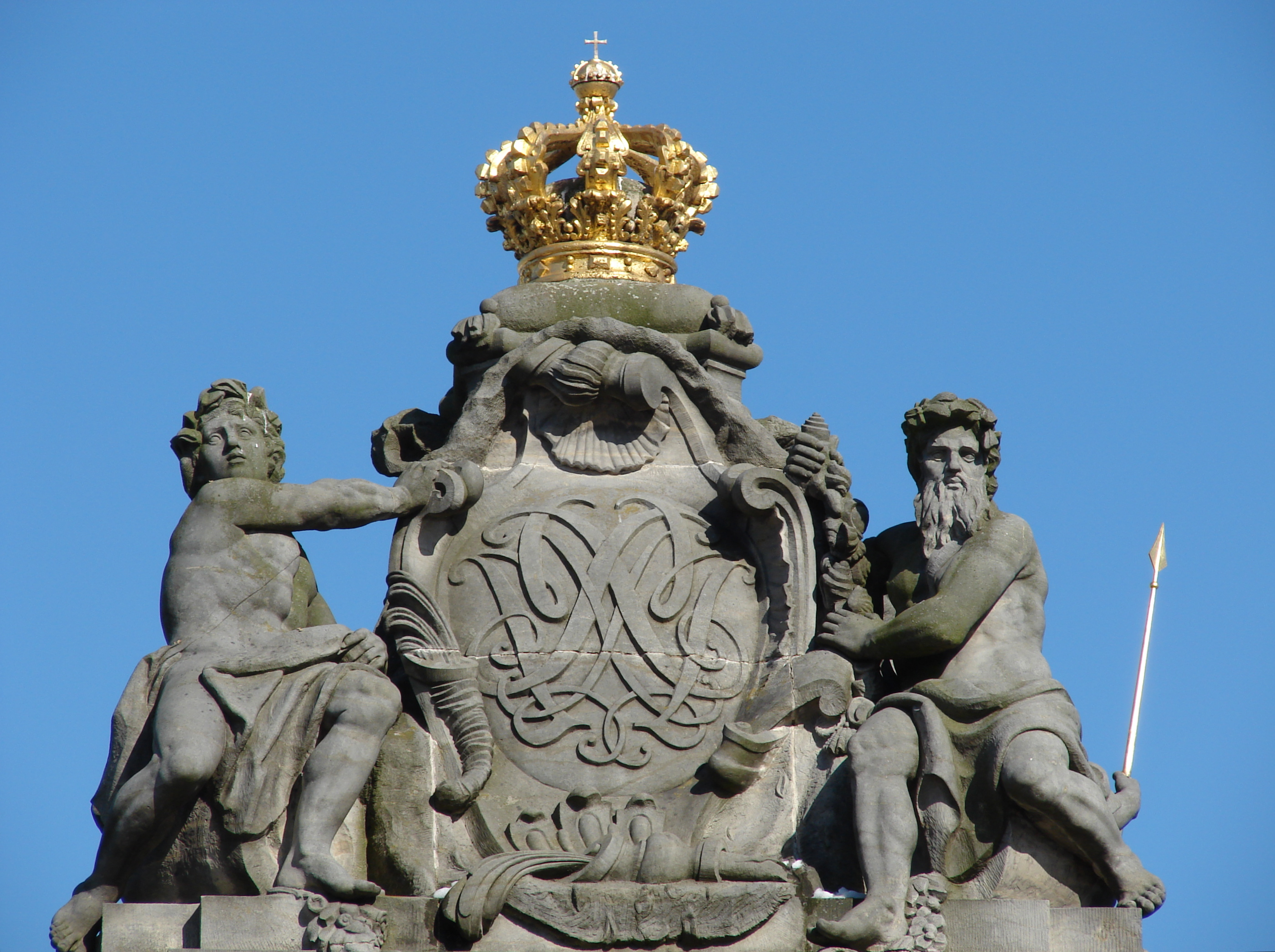
Monograma da rainha Sofia Madalena.

Sofia foi responsável pela criação de uma nova coroa para a rainha dinamarquesa por se ter recusado a usar a mesma que a odiada rainha Ana Sofia tinha usado. Foi também responsável por um crescimento significativo das jóias da coroa dinamarquesa quando doou grande parte das suas para esse propósito. Mandou construir o Palácio de Hirschholm e viveu lá até enviuvar em 1746.
Como rainha-viúva, Sofia Madalena viveu uma vida muito discreta sem ter qualquer influência no reinado do seu filho que era demasiado diferente de si para que os dois se conseguissem entender. Também não gostava do favorito do rei, Adam Gottlob Moltke, que culpava pelo distanciamento entre os dois.

### Morte
Durante o reinado do seu neto recebeu mais atenção, visto ter uma relação melhor com os seus netos do que com os seus filhos. Durante as visitas que Cristiano lhe fazia, Sofia mimava-o tanto que ele se tornou impossível e mais rebelde do que nunca. Durante o seu reinado, Moltke caiu em desgraça e Danneskjöld foi colocado na sua posição a conselho de Sofia. Passou os seus últimos anos de má saúde ou, como se pensava na altura, com um caso severo de hipocondria.
Morreu no Palácio de Christiansborg e foi enterrada na Catedral de Roskilde.

## Descendência
- Frederico V da Dinamarca (31 de março de 1723 - 14 de janeiro de 1766), casado primeiro com a princesa Luísa da Grã-Bretanha; com descendência. Casado depois com a duquesa Juliana Maria de Brunsvique-Volfembutel; com descendência.
- Luísa da Dinamarca (19 de junho de 1724 - 20 de dezembro de 1724), morreu aos seis meses de idade.
- Luísa da Dinamarca (19 de outubro de 1726 - 8 de agosto de 1756), casada com o duque Ernesto Frederico III de Saxe-Hildburghausen; com descendência.